# یک عکس بگیرید
یک عکس بگیرید (به هندی: Dum Maaro Dum) فیلمی است محصول سال ۲۰۱۱ و به کارگردانی روحان سیپی است. در این فیلم بازیگرانی همچون آبیشک باچان، رانا داگوباتی، بیپاشا باسو، آدیتای پانچولی، پراتیک بابار، گوویند نامدف، آنایتا نایر، ویدیا بالان، گلشن دوایا ایفای نقش کرده‌اند.